# Zebraral
De zebraral (Hypotaenidia torquata, synoniem: Gallirallus torquatus) is een vogel uit de familie Rallidae (rallen).

## Verspreiding en leefgebied
Deze soort komt voor in westelijk Nieuw-Guinea, Sulawesi, maar ook op de Filipijnen en telt vijf ondersoorten:
- H. t. torquata: Filipijnen.
- H. t. celebensis: Celebes en nabij gelegen zuidoostelijke eilanden.
- H. t. sulcirostris: Peleng en Sula-eilanden (oostelijk van Sulawesi).
- H. t. kuehni: Tukangbesi-eilanden (oostelijk van Sulawesi).
- H. t. limaria: Salawati (westelijk van Nieuw-Guinea) en noordwestelijk Nieuw-Guinea.